# Ceromitia grisata
Ceromitia grisata là một loài bướm đêm thuộc họ Adelidae. Loài này có ở Nam Phi.